# Siemens NX

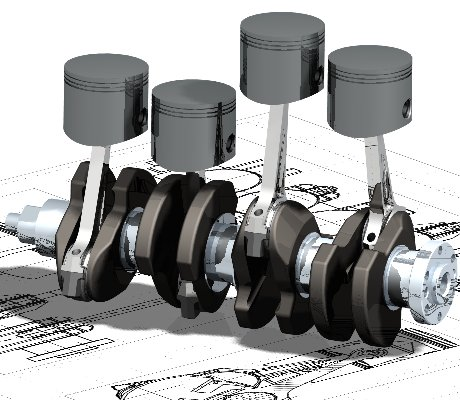

NX (раніше «Unigraphics») — флагманська CAD/CAM/CAE-система виробництва компанії Siemens PLM Software (до 1 жовтня 2007 — UGS PLM Software). Система використовує ядро геометричного моделювання Parasolid. Вперше представлена аудиторії в 1973 році. Остання версія NX 10 вийшла 6 жовтня 2014 року і є 29-ю версією програми.
NX підтримує широкий спектр операційних систем, в тому числі Windows, Mac OS X, UNIX/Linux, з можливістю розпаралелення обчислень в декількох ОС.
Основними конкурентами системи є CATIA компанії Dassault Systèmes і Creo Elements/Pro (ProEngineer) компанії PTC.

## Історія створення
Система «Unigraphics» була розроблена американською компанією United Computing. В 1976 компанія McDonnell Douglas (сьогодні Boeing) придбала United Computing і згодом була утворена McDonnell Douglas Automation Unigraphics Group. Компанія EDS придбала цей бізнес в 1991. В 2001 EDS була придбана компанією Structural Dynamics Research Corporation (SDRC) і Unigraphics був об'єднаний з САПР I-DEAS компанії SDRC. Поступове додавання функціональних можливостей I-DEAS в основний код системи «Unigraphics» стало основою наявної лінійки продуктів NX.

## Рішення NX

### Конструювання (CAD)
До складу конструкторських програм NX входять інструменти для проектування деталей та агрегатів, створення користувацьких конструктивних елементів, проектування листових тіл, створення простих і складних поверхонь, трубопроводів, електричних джгутів, засоби моделювання людини, проектування друкованих плат, розробки прес-форм і штампів.

### Промисловий дизайн
Засоби промислового дизайну забезпечують проектування поверхонь вільної форми, рішення задач зворотної розробки, інтеграції з конструкторськими САПР (CAD), засобами інженерного аналізу (CAE) і технологічними САПР (CAM). До складу засобів входять:
- Freeform Shape — пакет автоматизованого промислового дизайну.
- Dynamic & Photorealistic Rendering — пакет створення фотореалістичних зображень виробів.

Зворотна розробка дозволяє здійснити імпорт хмари точок (до мільйонів точок, які отримують за допомогою сканера поверхні). На основі отриманих даних в NX формується 3D-поверхнева та/або твердотільна геометрія. Залежно від необхідної якості готової моделі можуть застосовуватися різні методи обробки і створення геометрії, вибір методу також залежить від часу, який буде витрачено на обробку даних.

### Розробка механічних систем
NX дозволяє виконати моделювання деталей і агрегатів, провести аналіз перетинів і розрахунок маси, підготувати 2D або 3D креслення (розміри і анотації наносяться на 3D-модель).

### Розробка електромеханічних систем
Засоби проектування електромеханічних систем забезпечують можливості поєднувати в проекті механічні елементи, електричну проводку та інформацію про логічні підключення. Пакет NX Routing Harness забезпечує моделювання прокладки джгутів у виробах. Система дозволяє проводити обмін кабельним журналом з ECAD-системами (наприклад: E3.series, Electric, Mentor Graphics і іншими).

### Mechatronics Concept Design
Рішення MCD дозволяє на ранніх етапах проектування виконати початкові фізичні перевірки і провести симуляцію працездатності конструкції. MCD призначений для концептуальної розробки продуктів і ґрунтується на методології функціонального проектування.
В MCD можна задати характеристики тіл, визначити типи кінематичних з'єднань, задати швидкості і положення елементів, визначити датчики і сенсори, призначити послідовність тимчасових інтервалів роботи з'єднань та виконати симуляцію роботи конструкції з урахуванням динамічних характеристик деталей і вузлів.

### Інженерний аналіз (CAE)
Набір засобів інженерного аналізу представлений модулем NX Advanced Simulation, що складається з пре- і постпроцесора NX Advanced FEM і підключається до інтерфейсу розрахункових процесорів.

### Програмування верстатів з ЧПК (CAM)
NX CAM — модуль підготовки керуючих програм для верстатів з ЧПК. Підтримує різні види обробки: токарну, фрезерну на 3-5-осьових верстатах з ЧПК, токарно-фрезерну, електроерозійну дротяну обробку. Система NX CAM підтримує прогресивні види обробки і устаткування: високошвидкісне фрезерування, обробку на основі елементів, токарно-фрезерні багатофункціональні верстати. Містить вбудований модуль симуляції обробки на верстаті, що працює в кодах керуючої програми (G-code), який використовується для аналізу керуючих програм і забезпечує контроль зіткнень.
Асоціативний зв'язок між вихідною моделлю і сформованою траєкторією інструменту забезпечує автоматичне оновлення даних при внесенні змін.